# Cục Vận tải Luân Đôn

Bản đồ tích hợp của tất cả các dịch vụ đường sắt do TfL quản lý hiện tại và trong tương lai gần

Cục Vận tải Luân Đôn (TfL) là một cơ quan chính quyền địa phương chịu trách nhiệm về hệ thống giao thông ở Đại Luân Đôn, Anh.
TfL chịu trách nhiệm về mạng lưới các tuyến đường chính của Luân Đôn, cho các mạng lưới đường sắt khác nhau bao gồm Tàu điện ngầm Luân Đôn, Sân bay Luân Đôn, Đường sắt nhẹ Docklands và Đường sắt TfL. Tuy nhiên, nó không kiểm soát các dịch vụ Đường sắt Quốc gia ở Luân Đôn, nhưng kiểm soát các xe điện, xe buýt và taxi của London, cung cấp xe đạp và các dịch vụ đường sông. Các dịch vụ cơ bản được cung cấp bởi một hỗn hợp gồm các công ty con thuộc sở hữu hoàn toàn (chủ yếu là London ngầm), bởi các bên nhượng quyền khu vực tư nhân (các dịch vụ đường sắt còn lại, xe điện và hầu hết các xe buýt) và bởi những người được cấp phép (một số xe buýt, taxi và dịch vụ đường sông). TfL cũng chịu trách nhiệm, cùng với Bộ Giao thông vận tải quốc gia (DfT), ủy thác xây dựng tuyến đường sắt mới, và sẽ chịu trách nhiệm nhượng quyền cho hoạt động của mình sau khi hoàn thành.
Năm 2019-2020, TfL có ngân sách 10,3 tỷ bảng, 47% trong số đó đến từ giá vé. Phần còn lại đến từ các khoản tài trợ, chủ yếu từ Cơ quan Greater London (33%), vay (8%), tính phí tắc nghẽn và thu nhập khác (12%). Chính phủ trung ương trực tiếp tài trợ cho các hoạt động đã ngừng năm 2018. Năm 2020, trong đại dịch COVID-19 tại Vương quốc Anh, TfL đã tìm kiếm sự hỗ trợ khẩn cấp của chính phủ khi doanh thu giá vé giảm 90% và đề xuất cắt giảm gần 40% chi tiêu vốn.